# Karner von Gmünd in Kärnten

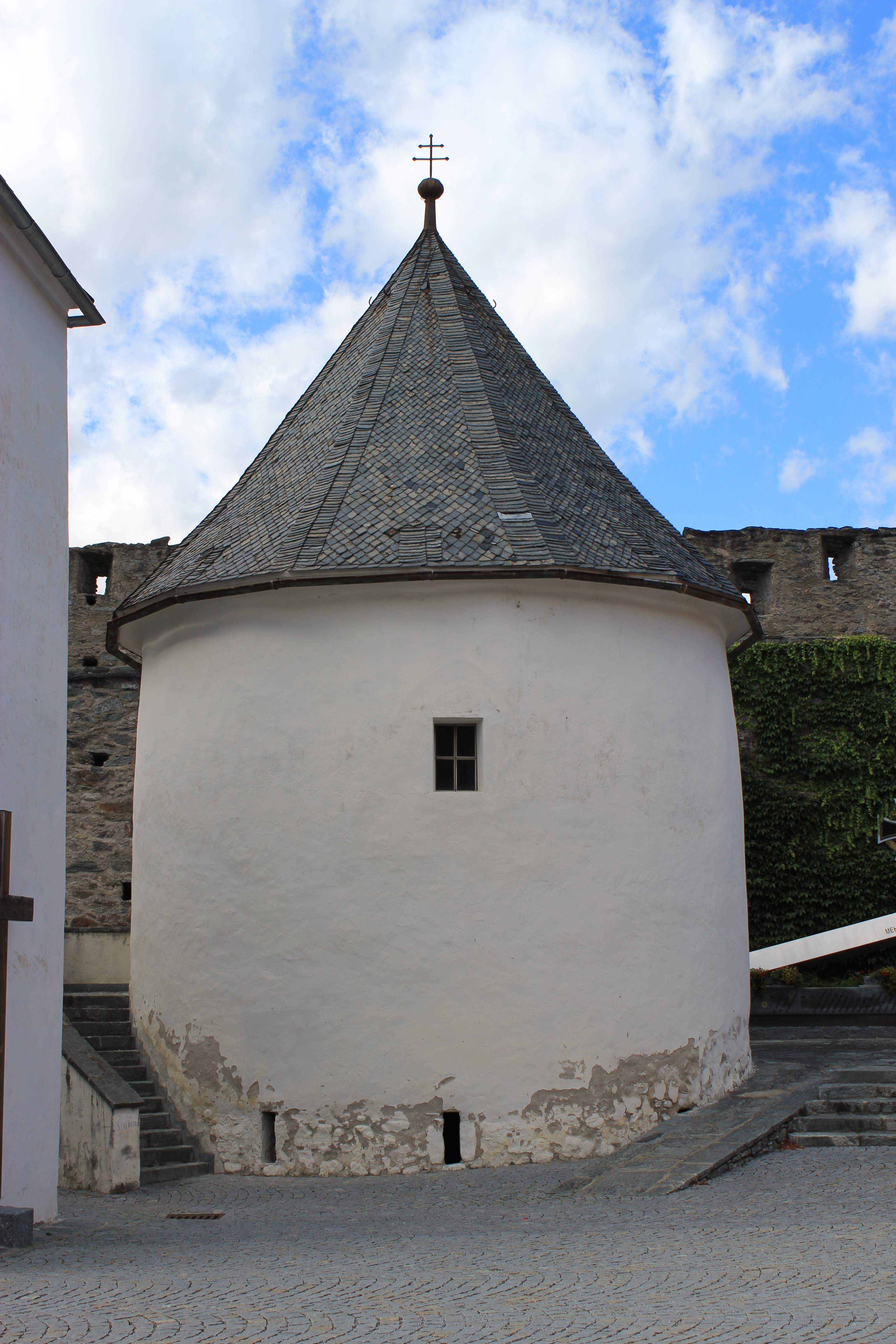
Karner von Gmünd

Der Karner von Gmünd in Kärnten steht nordöstlich der Pfarrkirche.
Der 1376 erstmals urkundlich erwähnte zweigeschoßige romanische Rundbau stammt aus der zweiten Hälfte des 12. Jahrhunderts.
Im Obergeschoß war eine Michaelskapelle untergebracht. Der unregelmäßige siebeneckige Raum besitzt ein tief herabgezogenes Sterngratgewölbe, die figürlichen Konsolen setzen erst knapp über dem Boden auf. Der skulptierte Schlussstein zeigt das Christuslamm.

## Fresken

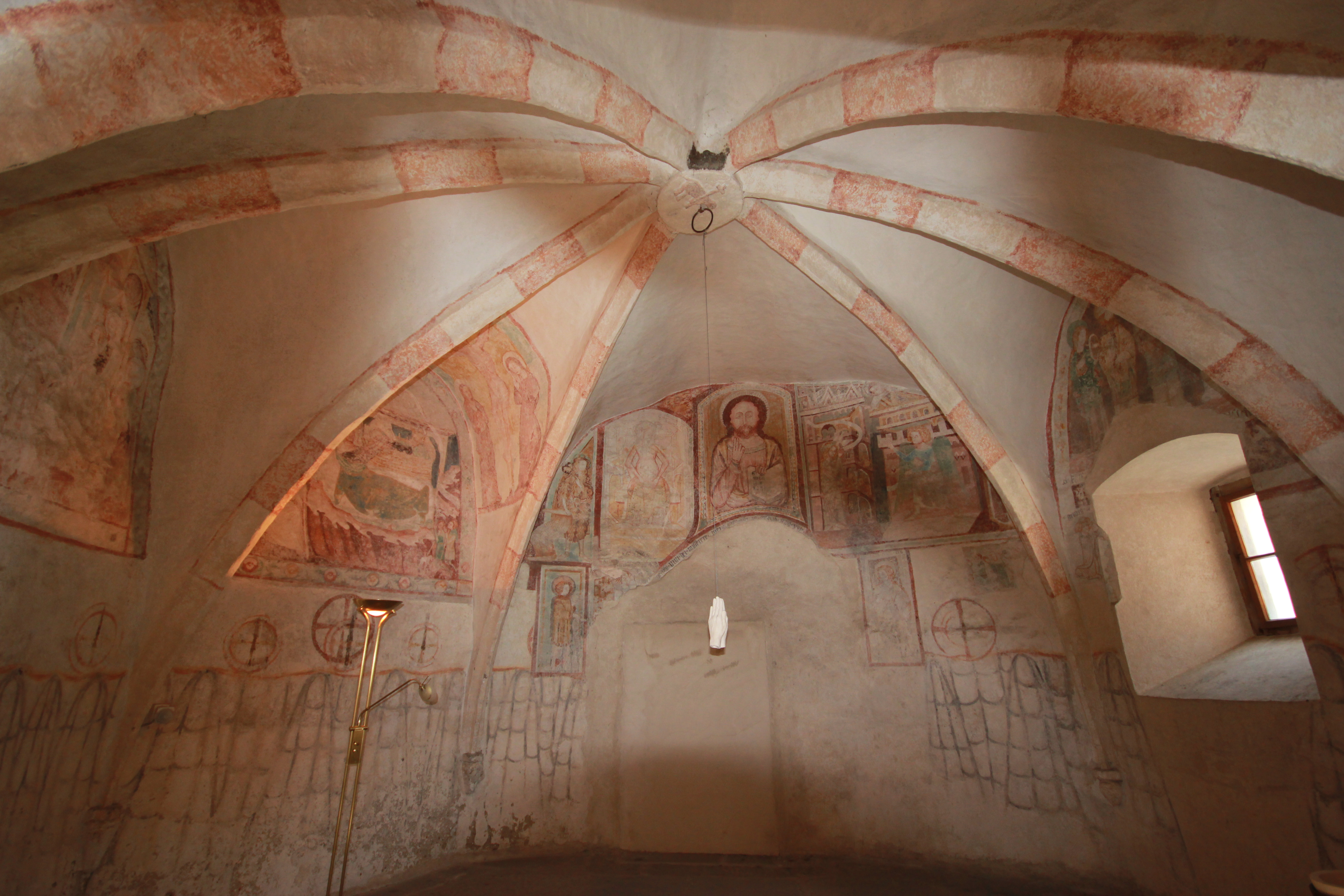

Die Michaelskapelle ist an den Wänden und an zwei Stichkappen mit um 1370 entstandene Fresken ausgestattet, die oberitalienisch-friaulischen Einfluss zeigen.
In der Mitte über der ehemaligen Apsis werden Christus als Pantokrator mit einem Schriftstreifen mit der Jahreszahl 1370, die Verkündigung und Vermählung Mariae, die heilige Dorothea, eine unbekannte Heilige und ein kniendes Stifterpaar abgebildet.
An der Westwand sind eine Madonna, die Heiligen Agnes und Margareta, die Darbringung im Tempel, Zug und Anbetung der Heiligen drei Könige, die Geburt Christi und die Anbetung der Hirten wiedergegeben. Die Ostwand zeigt Johannes den Täufer, den heiligen Stephanus, Maria in der Hoffnung und ein Fragment eines männlichen Stifters. Die nordöstliche Stichkappe ist mit einer Kreuzigungsgruppe und der heiligen Barbara bemalt.
Die untere Zone besteht aus Apostelkreuzen über einem gemalten Vorhang.
Das darunter liegende Beinhaus wurde um 1400 bemalt. Die Fresken sind in einem schlechten Zustand und zeigen ein Weltgericht und eine Schutzmantelmadonna.